# Federação Asiática de Handebol
A Federação Asiática de Handebol (em inglês: Asian Handball Federation, AHF) é federação matriz do handebol na Ásia e membro da Federação Internacional de Andebol (International Handball Federation).
A federação com sede em Teerã, Irã, foi fundada em 26 de agosto de 1974. O atual presidente é Ahmed Al-Fahad do Kuwait. A federação é responsável, entre outros, pela organização do Campeonato Asiático de Andebol.